# 阿貝爾7
阿貝爾7（Abell 7）是一個暗淡的行星狀星雲，位於天兔座，距離地球1800光年。
阿貝爾7大致呈球形，直徑約8光年。球體內部有複雜的細節，可以透過窄帶濾波器呈現。根據天文學家估計，阿貝爾7只有2萬年歷史，但其中心恆星：一顆黯淡的白矮星的年齡估計約為100億年。

## 外部連結
- NASA Astronomy Picture of the Day: Picture of Abell 7 (5 December 2013)